# Zeekrul
De zeekrul of gekromde zeeborstel (Hydrallmania falcata) is een hydroïdpoliep uit de familie Sertulariidae. De poliep komt uit het geslacht Hydrallmania. Hydrallmania falcata werd in 1758 voor het eerst wetenschappelijk beschreven door Carl Linnaeus als Sertularia falcata.

## Beschrijving
Deze hydroïdpoliep vormt tot 60 cm hoge (maar meestal veel lagere), vertakte kolonies die hoornkleurig zijn. De hoofdstam is vrij slank en de veerachtige zijtakken zijn spiraalvormig gerangschikt. De hydrothecae (omhulsel dat de poliepen omsluit) bevinden zich aan de bovenzijde van de oorschelpen. Ze zijn gegroepeerd in dichte clusters van 2-5 hydrothecae, en er is 1 cluster aan elke internode. Binnen elke cluster krommen de hydrothecae afwisselend naar buiten vanaf de as van de oorschelpen. De gonothecae (omhulsel van de voortplantingsstructuren) is langgerekt eivormig. De mannelijke en vrouwelijke gonotheca zijn gelijk van vorm, maar de vrouwelijke gonotheca is geeloranje.

## Verspreiding
Zeekrul is een veel voorkomende soort op de Britse Eilanden. Het is Een typische soort van getijgeveegde, zandgeschuurde locaties, vastgemaakt aan stenen, keien, wrakken en gesteente. In Nederland komt zeekrul voor in de Oosterschelde.